# Choi Gyu-ri
Choi Gyu-ri (en hangul, 최규리; nacida en Busan el 19 de julio de 2000) es una actriz surcoreana, conocida por su trabajo en la serie Cásate con mi esposo de 2024.

## Vida personal
Natural de Busan, Choi estudió en la escuela secundaria internacional de lenguas extranjeras de la ciudad. Durante esos años empezó a conocer la actuación en el departamento de teatro creativo de la escuela; la serie Reply 1988 fue muy popular cuando estaba en tercer curso, y con estos dos estímulos nació su interés por seguir la carrera de actriz. Abandonó la escuela, contando con el apoyo de sus padres, y a los 19 años decidió dedicarse profesionalmente a la actuación. Se mudó de Busan a Seúl para preparar su examen de ingreso en una academia, y entró inmediatamente en el departamento de actuación de la Universidad Nacional de Artes de Corea, donde prevé graduarse en el segundo semestre de 2025.

## Carrera
Tras haber dado sus primeros pasos apareciendo en cortometrajes, Choi Gyu-ri debutó en televisión en 2021 con un papel en el reparto de la serie de TV Chosun Uncle, el de Shin Chae-Young, la brillante hija de una de las protagonistas, Park Hye-ryeong. Según un crítico, «llamó la atención al desplegar con flexibilidad las líneas emocionales de un personaje complejo de la obra».
En 2022, mientras proseguía sus estudios universitarios, obtuvo pequeños papeles en algunas series televisivas. Tuvo una breve aparición en Rookie Cops, y fue la jefa del equipo de planificación estratégica Sunny en Detrás de cada estrella. Al año siguiente actuó en la serie Battle for Happiness. En ella interpreta «con una actuación delicada y persuasiva», según un crítico, el personaje de la joven Jang Mi-ho durante sus años de secundaria.
El papel que supuso para la actriz un enorme salto de popularidad fue el de Yoo Hee-yeon en Cásate con mi esposo (tvN, 2024). A ello ayudó el gran éxito de la serie, que superó el 12 % de audiencia nacional y fue la primera producción coreana en ocupar el primer lugar en la lista global de la plataforma Prime Video. Según ella misma, tuvo la suerte de interpretar un personaje cuyo carácter jovial guarda muchas similitudes con el suyo propio, y de hecho cree que fue elegida en las audiciones por este motivo. Gracias a este papel, el número de seguidores en Instagram pasó de unos 2000 antes de la emisión de la serie a más de 110 000, en un primer momento, para superar los 670 000 el 26 de febrero de 2024. La prensa la celebró con títulos que la calificaban como una «joya descubierta» por la serie, que «inyectó vitalidad [...] con una sonrisa triunfante, una apariencia majestuosa y un estilo de hablar honesto y sencillo». William Schwartz, crítico de HanCinema, escribió de ella: «Sus ojos serios, tono claro, expresiones coloridas y tendencia a los malentendidos han convertido a su personaje en uno de los favoritos entre los fanáticos del programa».

### Series de televisión
| Año     | Título                  | Papel                     | Canal     | Notas                | Ref.          |
| ------- | ----------------------- | ------------------------- | --------- | -------------------- | ------------- |
| 2021-22 | Uncle                   | Shin Chae-Young           | TV Chosun |                      | [ 6 ] [ 12 ]  |
| 2022    | Rookie Cops             | Chica de la cita a ciegas | Disney+   | Serie web; ep. 4 y 5 |               |
| 2022    | Detrás de cada estrella | Sunny Lim                 | tvN       |                      | [ 13 ] [ 14 ] |
| 2023    | Battle for Happiness    | Jang Mi-ho de adolescente | ENA       |                      | [ 12 ]        |
| 2024    | Cásate con mi esposo    | Yoo Hee-yeon              | tvN       |                      | [ 15 ] [ 16 ] |